# Carinodes albomaculatus
Carinodes albomaculatus là một loài tò vò trong họ Ichneumonidae.